# François-Eugène de Vault
 (août 2021).
Si vous disposez d'ouvrages ou d'articles de référence ou si vous connaissez des sites web de qualité traitant du thème abordé ici, merci de compléter l'article en donnant les références utiles à sa vérifiabilité et en les liant à la section « Notes et références ».
François-Eugène de Vault (1717-1790) est un général et écrivain militaire français.

## Biographie
Né le 17 février 1717, il entre au service en 1733. Capitaine de cavalerie en 1743, brigadier en 1760, ce soldat valeureux a fait toutes les campagnes d'Allemagne. De 1761 à sa mort, il est directeur général du Dépôt de la Guerre d'où un accès privilégié aux documents militaires. Lieutenant général en 1780 et commandeur de l'Ordre de Saint-Louis il décède en octobre 1790.
Le général de Vault est surtout connu pour ses monumentaux Mémoires militaires relatifs à la succession d'Espagne sous Louis XIV. Les 125 volumes, officiellement tirés de la correspondance de la cour et des généraux, éclairent non seulement l'histoire militaire du temps de Louis XIV, mais aussi les campagnes d'Allemagne du siècle suivant. Plusieurs fois réédité, cet énorme travail a été médité jusqu'au début du XXe siècle par les états-majors, notamment pour son intérêt en topographie militaire.